# Sly (film)
Sly è un documentario del 2023 diretto da Thom Zimny.
Il documentario retrospettivo ripercorre la carriera di Sylvester Stallone, mettendo in parallelo le sue vicende personali con le storie dei personaggi underdog a cui ha dato vita su grande e piccolo schermo, da Rocky a Rambo, passando per tanti altri, fino ad arrivare alla serie de I mercenari.
Tra gli intervistati sulla vita e la carriera di Stallone, ci sono Arnold Schwarzenegger, Quentin Tarantino, Frank Stallone, Talia Shire, Henry Winkler, John Herzfeld, Wesley Morris e  Jennifer Flavin.

## Trama
I personaggi intervistati, primo fra tutti lo stesso Stallone, raccontano i momenti fondamentali della formazione e della carriera di Sly. 
Si parte dalla sua infanzia. Stallone nasce e trascorre la sua infanzia a Hell's Kitchen, un quartiere di Manhattan (New York). I genitori litigano spesso e non riescono a dedicarsi ai figli. Il padre Frank è ignorante e molto violento. La mancanza dell'amore paterno segnerà molto Sly e sarà una delle molle che lo spingerà a cercare l'affetto nell'approvazione e nell'amore del pubblico. 
Il giovane Sylvester trova rifugio dalla dura realtà nei cinema, guardando ogni tipo di film, ma sono i muscoli di Steve Reeves, l'Ercole del peplum italiano, a colpirlo a 12 anni, quando lo vede per la prima volta sullo schermo. Quello è il modello da seguire, il modello che avrebbe influenzato per sempre la sua vita e la sua carriera cinematografica, il culto dell'eroe bello e muscoloso che salva le persone, che supera tutte le avversità con la volontà e la forza fisica, che lotta fino al trionfo del bene sul male.
Stallone si trasferisce con la famiglia nel Maryland. Dopo qualche tempo i genitori si separeranno e Sly resterà col padre. Lì impara a giocare a polo e si innamora dei cavalli. Il padre però, invidioso del successo del figlio, divenuto un eccellente giocatore di polo, lo spingerà violentemente ad abbandonare quello sport. La violenza del padre induce Stallone a fortificarsi, il suo credo diventa "non mi spezzerò".
Sly non riesce a integrarsi a scuola. Dopo avere cambiato molte scuole capisce che la recitazione è la sua strada, in particolare al college, quando si presenta l'opportunità di una audizione per Morte di un commesso viaggiatore e un professore di Harward gli consiglia di pensare alla recitazione come a un lavoro.
Nel 1969 decide di tornare nella sua città natale, New York, dove intraprenderà la carriera cinematografica. Vive come un senza tetto e si propone alle agenzie di recitazione. Inizia a fare la comparsa, ma sempre e solo in ruoli da delinquente. Allora inizia a scrivere delle sceneggiature per se stesso. Non riuscendo a trovare la propria strada, sta per rinunciare alla recitazione, quando partecipa a un'audizione. Fra il pubblico c'è un ragazzo che in seguito dirigerà Happy Days - La banda dei fiori di pesco, che chiamerà Sly per partecipare al film come protagonista. Quello è il vero inizio della carriera di Stallone. Sly chiede di riscrivere la sceneggiatura relativamente alla propria parte, migliorandola. Stallone capisce che può realizzare con la sua penna i personaggi che ama, i duri dal cuore d'oro. Il suo personaggio è il precursore di Rocky Balboa. Stallone riceve buone critiche e i soldi necessari per comprare un'auto con cui andare a Los Angeles. Stallone si ritrova a vivere in un appartamento fatiscente, nei pressi di Balboa Boulevard.
Scrive Rocky in 3 giorni. Lo scrive per sé stesso e alla fine riesce a interpretarlo, vincendo le resistenze dei produttori. Il film ha un incredibile successo di pubblico e critica e Stallone diventa improvvisamente una superstar mondiale. Sly non riesce però a replicare il successo di Rocky con i due film seguenti, F.I.S.T. e Taverna Paradiso. Torna però facilmente al successo di pubblico con Rocky II e Rocky III, che dirige personalmente, oltre a scriverli e interpretarli. Ancora una volta canalizza nei film di Rocky la propria vita e le proprie emozioni, come già avvenuto nel primo film.
Nel 1982 Stallone interpreta il reduce del Vietnam John Rambo. Nella sceneggiatura originale Rambo era un maniaco omicida, Sly la riscrive cambiando completamente l'anima del protagonista. Stallone trasforma il personaggio sostanzialmente negativo del romanzo originale in un eroe "buono", un eroico e imbattibile soldato, meno violento e sanguinario e più umano. Stallone modifica anche il finale del film, che prevedeva in origine la morte di Rambo, per dare speranza ai veterani. 
Rambo era il primo film di azione puro, basato unicamente sulla fisicità. Stallone diventa la perfetta action star anni ottanta. Arnold Schwarzenegger era il suo unico competitor. Sly e Arnold erano entrambi iper-competitivi, puntavano sul proprio corpo per definire il proprio personaggio e volevano diventare la star di film d’azione di maggior successo. I due attori vissero un forte antagonismo. Ciascuno doveva avere il corpo più scolpito, doveva uccidere più persone sullo schermo e doveva avere armi più grosse. Anche grazie a questo antagonismo sfrenato l'action muscolare conobbe una enorme esplosione negli anni ottanta. Il personaggio di Stallone diventa sempre più esagerato e simile a un personaggio dei fumetti Marvel.
Con Rocky IV Stallone rischia la vita sul set. Esagerava e rischiava nelle scene di azione, per avere un risultato migliore, ma per questo alla fine ha subito 5 operazioni alla schiena. Con Rocky V Sly torna a parlare della sua vita personale e del rapporto col figlio, cerca di compensare con la fantasia ai propri errori nella vita reale. 
All'inizio degli anni novanta prova anche a cimentarsi nelle commedie, ma senza successo. Torna quindi al cinema di azione con buoni risultati di pubblico. Sentendosi però troppo legato ai suoi personaggi stereotipati, che negli ultimi tempi non riescono più a dargli quelle soddisfazioni artistiche che l'attore cerca, decide di tornare alle origini e nel 1997 è protagonista nel poliziesco Cop Land, ma il film è un fiasco. Sly capisce che è uno specialista del cinema d'azione e che deve dedicarsi a questo genere.
Decide di scrivere un nuovo capitolo della saga di Rocky. Sly non voleva fare finire la saga con Rocky V. Scrive Rocky Balboa e alla fine riesce a vincere il rifiuto dei produttori e riesce a realizzare il film. Un film su come andare avanti anche quando ciò che ami di più ti ha abbandonato. Il film è il risultato di cui è più fiero di tutta la sua carriera.
Invecchiato, capisce che deve passare a film più adeguati alla sua età. Ispirato da un concerto revival rock n roll di ex grandi, decide di realizzare I mercenari - The Expendables, 
un film evento, in cui riunisce gli eroi di azione degli anni ottanta e novanta, più alcuni attori degli anni duemila. Anche in questo film esagera e durante le riprese si frattura il collo. Tutto per avere l'approvazione della gente.
Secondo Sly l'esigenza umana principale è quella dell'amore corrisposto, lui non ne ha mai avuto nell'infanzia, nella vita reale non si stava bene, e con l'immaginazione ha creato un mondo diverso, come lo desiderava.
Alla fine Sly riflette sulla sua famiglia e il suo lavoro. La vita vera è importante e il suo lavoro non è vita vera ma solo arte, immaginazione. 
Ma lui col suo lavoro vuole dare una speranza agli altri, colmando con l'immaginazione il vuoto di chi è senza una guida. Questo è il suo lavoro. Sly lavora con la speranza. Dice: «Voglio dare in qualche modo la speranza. Io lavoro con la speranza. E odio i finali tristi. Scusatemi. Giriamo!». E si allontana.

## Promozione
Il primo teaser trailer del documentario è stato diffuso il 30 giugno 2023 attraverso il canale YouTube di Netflix.

## Distribuzione
Il documentario è stato presentato come film di chiusura al Toronto International Film Festival il 16 settembre 2023 e distribuito su Netflix dal 3 novembre dello stesso anno.

## Accoglienza
Il documentario è entrato subito nella top ten dei film più visti su Netflix a pochi giorni dalla sua distribuzione sulla piattaforma, posizionandosi al settimo posto.

### Critica
Il documentario è stato accolto positivamente da critica e pubblico. Sull'aggregatore Rotten Tomatoes il documentario riceve il 77% delle recensioni professionali positive con un voto medio di 6,3 su 10 basato su 43 critiche, mentre su Metacritic ottiene un punteggio di 64 su 100 basato su 15 critiche.

## Riconoscimenti
- 2023 - Critics Choice Documentary Awards[9]
  - Candidatura per il miglior documentario biografico